# ICarly (2021)
iCarly foi um seriado de comédia que é um revival da série de 2007 de mesmo nome. Seu elenco principal é formado por Miranda Cosgrove, Nathan Kress e Jerry Trainor reprisando seus papéis da série original. A estreia da série ocorreu no dia 17 de junho de 2021 na plataforma de streaming Paramount+". Em julho de 2021 a Paramount+ anunciou a segunda temporada da série, junto com a data de estreia da série no Brasil e na América Latina, 30 de julho de 2021.
Após 3 temporadas de sucesso, a Paramount+ cancelou o revival. A confirmação do cancelamento pela Paramount+ veio após a atriz Laci Mosley responder um fã no X/Twitter dizendo que a produção não seria renovada.

## Enredo
Uma década após os eventos da série anterior, Carly Shay voltou para Seattle e divide um apartamento com sua amiga Harper, uma barista e aspirante a estilista de moda. O irmão mais velho de Carly, Spencer, tornou-se um artista rico depois de criar acidentalmente uma escultura renomada. Após dois divórcios e um fracasso em uma start-up de tecnologia, Freddie Benson voltou a morar com sua mãe, acompanhado por sua enteada adotada de 11 anos, Millicent. Todos os personagens principais vivem em Bushwell Plaza, o prédio de apartamentos onde o show original foi ambientado. Quando Carly decide relançar seu webshow iCarly, ela recebe ajuda de Spencer, Freddie e seus novos amigos.

## Elenco

### Principal
- Miranda Cosgrove como Carly Shay
- Jerry Trainor como Spencer Shay
- Nathan Kress como Freddie Benson
- Laci Mosley como Harper Raines
- Jaidyn Triplett como Millicent Benson

### Recorrentes
- Mary Scheer como Marissa Benson[6][7]

### Convidados
- Reed Alexander como Nevel Papperman[6]
- Danielle Morrow como Nora Dershlit[6]
- Drew Roy como Griffin

## Episódios

### Resumo
| Temporada | Temporada | Episódios | Episódios | Exibição Original   | Exibição Original    | Exibição no Brasil  | Exibição no Brasil    |
| Temporada | Temporada | Episódios | Episódios | Estreia             | Final                | Estreia             | Final                 |
| --------- | --------- | --------- | --------- | ------------------- | -------------------- | ------------------- | --------------------- |
|           | 1         | 13        | 13        | 17 de junho de 2021 | 26 de agosto de 2021 | 30 de julho de 2021 | 22 de outubro de 2021 |
|           | 2         | 10        | 10        | 8 de abril de 2022  | 3 de junho de 2022   | 9 de abril de 2022  | 4 de junho de 2022    |
|           | 3         | 10        | 10        | 1 de junho de 2023  | 27 de julho de 2023  | 25 de junho de 2023 | 20 de agosto de 2023  |

### Temporada 1 (2021)
| N.º na série | N.º na temp. | Título                                                 | Dirigido por         | Escrito por                              | Lançamento                                 |
| --- | ------------ | ------------------------------------------------------ | -------------------- | ---------------------------------------- | ------------------------------------------ |
| 1 | 1            | "iStart Over" "Recomeçando"                            | Phill Lewis          | Jay Kogen & Ali Schouten                 | 17 de junho de 2021 30 de julho de 2021    |
| Carly convida seu namorado Beau para ir ao apartamento de Spencer, esperando discutir a criação de um canal na web juntos, mas fica arrasada quando ele termina com ela. Para não ficar para trás depois que Beau começou um canal com sua nova namorada, Carly decide relançar seu webhow iCarly . Como Sam está viajando com uma gangue de motoqueiros chamada Obliterators, Carly se torna a única apresentadora e recebe ótimas críticas e grande audiência.                                                                                           |              |                                                        |                      |                                          |                                            |
| 2 | 2            | "iHate Carly" "Te Odeio, Carly"                        | Jean Sagal           | Steve Armogida & Jim Armogida            | 17 de junho de 2021 6 de agosto de 2021    |
| Enquanto tenta rastrear um hater online chamado IHateCarly57, Carly sai com Justin, um homem que afirma nunca ter visto seu programa na web. Ela fica horrorizada quando descobre que Justin é IHateCarly57. Depois de Spencer acidentalmente se cegar com spray de pimenta, ele pede a Freddie para ajudá-lo em suas atividades diárias. |              |                                                        |                      |                                          |                                            |
| 3 | 3            | "iFauxpologize" "Pseudesculpa"                         | Jean Sagal           | Nasser Samara                            | 17 de junho de 2021 13 de agosto de 2021   |
| Harper tira uma foto de Carly enojadamente cuspindo uma almôndega rançosa, com a escultura mais recente de Spencer ao fundo. Interpretada como a reação de Carly à arte de seu irmão, a imagem se torna viral, irritando Spencer. Depois que Carly oferece uma falsa epologia , sentindo que não fez nada de errado, Spencer retrabalha sua nova exposição de arte para atacá-la. Enquanto isso, Millicent chantageia Freddie depois de descobrir um antigo post dizendo que ele nunca quis filhos.                                                        |              |                                                        |                      |                                          |                                            |
| 4 | 4            | "iGot Your Back" "Eu tô Contigo"                       | Phill Lewis          | Danny Fernandez                          | 24 de junho de 2021 20 de agosto de 2021   |
| Para encorajar Carly a comparecer a um evento no tapete vermelho sem o ex-namorado, Harper oferece seus serviços como estilista. No entanto, Carly e Harper questionam o quão bem eles se conhecem quando não conseguem concordar sobre o que Carly deve vestir. Spencer, sem saber, marca um encontro de Freddie com uma trabalhadora do sexo, confundindo-a com uma trabalhadora de show , e tem que pagar seus honorários caros quando Freddie decide continuar namorando ela.                                                                          |              |                                                        |                      |                                          |                                            |
| 5 | 5            | "iRobot Wedding" "O Casamento Robô"                    | Anthony Rich         | Kate Stayman-London                      | 1 de julho de 2021 27 de agosto de 2021    |
| Carly e seus amigos vão ao casamento com tema de robô de Nevel Papperman. Desconfiada de seu ex-inimigo, Carly passa a suspeitar que a noiva de Nevel é um robô construído para mexer com ela. Spencer e Harper competem para ver quem consegue ficar com a maioria dos convidados do casamento, enquanto Millicent tenta proteger Freddie de um desgosto. |              |                                                        |                      |                                          |                                            |
| 6 | 6            | "i'M Cursed" "Estou Livre"                             | Anthony Rich         | Clay Lapari                              | 8 de julho de 2021 3 de setembro de 2021   |
| Por ter acreditado por muito tempo que seu aniversário está amaldiçoado, Carly sempre passa o dia sozinha em casa por precaução. Quando o diretor Franklin entrega cartas que Carly e Freddie escreveram uma vez para seus futuros eus, Carly decide correr mais riscos enquanto Freddie tenta recapturar sua juventude. Spencer dá a Carly uma festa surpresa de aniversário de 27 anos, enquanto Harper fica perplexa quando ela conhece seu ídolo. |              |                                                        |                      |                                          |                                            |
| 7 | 7            | "iNeed Space" "Preciso de Espaço"                      | Anthony Rich         | Frachesca Ramsey                         | 15 de julho de 2021 10 de setembro de 2021 |
| Depois que Harper e Carly lutam para trabalhar no mesmo apartamento, a nova namorada de Spencer, Argenthina, os apresenta à empresa LeapIn, que oferece espaços de trabalho compartilhados para mulheres. Suspeitando de seu ambiente de culto, Carly fica horrorizada ao descobrir que Argenthina está espionando os membros do LeapIn e vendendo seus dados para obter lucro. Enquanto isso, Millicent se junta às Sunshine Girls, mas transforma as outras crianças em trabalhadores para sua própria empresa lucrativa.                                |              |                                                        |                      |                                          |                                            |
| 8 | 8            | "iLoveGwen" "Eu Amo Gwen"                              | Morenike Joela Evans | Korama Danquah                           | 22 de julho de 2021 17 de setembro de 2021 |
| Quando Gwen, a ex-esposa de Freddie, vem buscar Millicent, Carly acredita que Freddie e Gwen estão voltando a ficar juntos. Então, ela e Millicent se unem para fazer isso acontecer durante o jogo de Millicent contra Romeu e Julieta . Enquanto isso, Spencer e Harper competem na peça por um prêmio. Spencer tem que fazer um cenário para a cena, enquanto Harper tem que fazer fantasias para os personagens. |              |                                                        |                      |                                          |                                            |
| 9 | 9            | "iMLM" "iMLM"                                          | Anthony Rich         | Esther Povitsky                          | 29 de julho de 2021 24 de setembro de 2021 |
| Carly se reúne com Griffin ("iDate a Bad Boy"), que a apresenta a uma linha especial de produtos ; subsequentemente, ela arrasta Spencer e Freddie, que, sentindo os efeitos, abandona o emprego para se tornar um vendedor em tempo integral. Enquanto isso, Harper luta com seu emprego na Skybucks e decide sair para se concentrar mais em sua carreira na moda. |              |                                                        |                      |                                          |                                            |
| 10 | 10           | "iTake a Girls' Trip" "A Viagem das Meninas"           | Morenike Joela Evans | Sarah Jane Cunningham & Suzie V. Freeman | 5 de agosto de 2021 1 de outubro de 2021   |
| A primeira viagem das garotas que a Carly fez foi mal quando a única outra pessoa na viagem além da Carly é Freddie. A prima desaparecida de Harper aparece em sua vida e imediatamente se apaixona por Spencer. |              |                                                        |                      |                                          |                                            |
| 11 | 11           | "iCan Fix It Myself" "Eu Mesma Consertarei"            | Nathan Kress         | Michael Jeffrey Jordan                   | 12 de agosto de 2021 8 de outubro de 2021  |
| Em uma tentativa de provar sua habilidade em consertar carros, Carly se surpreende quando ela tenta consertar o novo carro de Spencer. Spencer e Harper brigam por onde Mav vai morar. |              |                                                        |                      |                                          |                                            |
| 12 | 12           | "iThrow a Flawless Dinner Party" "Meu Jantar Perfeito" | Phill Lewis          | Jacques Mouledoux                        | 19 de agosto de 2021 15 de outubro de 2021 |
| Carly planeja um jantar para ajudar a esclarecer seu relacionamento com Wes, mas um aplicativo problemático, os problemas de trabalho de Harper e a vida amorosa de Spencer interferem em sua noite perfeitamente planejada. |              |                                                        |                      |                                          |                                            |
| 13 | 13           | "iReturn to Webicon" "Voltei à Webicon"                | Phill Lewis          | Ali Schouten                             | 26 de agosto de 2021 22 de outubro de 2021 |
| Carly e amigos vão para uma ilha isolada para comemorar o prêmio pelo conjunto da obra de Carly no Webicon, apenas para descobrir que eles não têm acomodações e que a única outra pessoa lá é o ex-namorado de Carly, Beau. Enquanto na ilha, Millicent e Spencer ajudam Freddie deprimido a lançar uma nova ideia de start-up para Beau, e Harper e Dutch admitem seus sentimentos românticos uma pela outra. Wes e Beau confessam seus sentimentos a Carly, mas um helicóptero os salva da ilha antes que ela revele com qual deles ela escolheu ficar. |              |                                                        |                      |                                          |                                            |

### Temporada 2 (2022)
| N.º na série | N.º na temp. | Título                                                                         | Dirigido por         | Escrito por         | Lançamento                              |
| --- | ------------ | ------------------------------------------------------------------------------ | -------------------- | ------------------- | --------------------------------------- |
| 14 | 1            | "iGuess Everyone Just Hates Me Now" "Acho que Todo Mundo me Odeia Agora"       | Phill Lewis          | Ali Schouten        | 8 de abril de 2022 9 de abril de 2022   |
| Após os eventos do episódio anterior, Carly já deve ter recebido tanto um Beau como um Wes, que está com um canal juntos. Internet comienza um odiar para Carly después de que Beau y Wes la llaman la "Reina del Hielo". Después de uma entrevista com ellos en su canal se vuelve incómoda, Carly finge tener una relación com Freddie, quien le sigue el juego. Como resultado, os fanáticos los siguen, aunque Freddie pronto se enamora de seu terapeuta animal Pearl. Enquanto isso, Spencer planea uma festa de lançamento da aplicação para pessoas de terapia de Freddie, e Harper tenta cuidar da pessoa de Double Dutch, Kevin. |              |                                                                                |                      |                     |                                         |
| 15 | 2            | "iObject, Lewbert!" "Protesto, Lewbert!"                                       | Phill Lewis          | Danny Fernandez     | 8 de abril de 2022 9 de abril de 2022   |
| Carly, Freddie e Spencer são convocados ao tribunal por seu ex-porteiro Lewbert Sline, por ferimentos que sofreu no programa original de Carly. Ele também traz Guppy, o irmão mais novo de Gibby, e o arqui-inimigo de Spencer, Chuck Chambers, para fazer Carly e Freddie parecerem culpados. Mas Carly finalmente descobre que ele falsificou o processo judicial para se vingar dela. Enquanto isso, Millicent tenta se relacionar com Harper. |              |                                                                                |                      |                     |                                         |
| 16 | 3            | "i'M Wild and Crazy" "Sou Bem Malucona"                                        | Melissa Joan Hart    | Jonathan Fener      | 15 de abril de 2022 16 de abril de 2022 |
| Depois de um jogo de Eu nunca, nunca Carly teme que sua vida seja chata e marca uma noite com Harper. Enquanto isso, Spencer encontra para Freddie um espaço de escritório para seu aplicativo no antigo local do Groovy Smoothie. |              |                                                                                |                      |                     |                                         |
| 17 | 4            | "iHire a New Assistant" "Meu Novo Assistente"                                  | Phill Lewis          | Heather Flanders    | 22 de abril de 2022 23 de abril de 2022 |
| Carly decide contratar seu avô como seu assistente para passar um tempo com ele, apenas para se tornar sua assistente. Enquanto isso, Harper fica horrorizada quando percebe que ela e Freddie são uma combinação perfeita por causa de seu mapa astral. |              |                                                                                |                      |                     |                                         |
| 18 | 5            | "iCupid" "O Cupido"                                                            | Anthony Rich         | Eliot Glazer        | 29 de abril de 2022 30 de abril de 2022 |
| Depois de se sentir culpada por Spencer ter que colocar sua vida pessoal em espera para criá-la, Carly contrata a casamenteira de TV McKenna para encontrar um par perfeito para seu irmão. No entanto, ele acaba se apaixonando por McKenna, que não está convencida de que Spencer seja o tipo dela. Enquanto isso, à medida que o relacionamento de Freddie com Pearl se torna mais sério, ele procura colocar alguma distância entre ele e sua mãe e decide se mudar. |              |                                                                                |                      |                     |                                         |
| 19 | 6            | "iBuild a Team" "Montei uma Equipe"                                            | Nathan Kress         | Michael Hobert      | 6 de maio de 2022 7 de maio de 2022     |
| Carly contrata um diretor chamado Paul, que ela conheceu na Itália, para ajudar a melhorar seu canal. No entanto, Freddie e Paul não se dão muito bem, o que faz com que Carly os leve para uma sala de fuga para tentar resolver suas diferenças. Enquanto isso, Spencer tenta impressionar um crítico gastronômico com seu novo restaurante. |              |                                                                                |                      |                     |                                         |
| 20 | 7            | "iDragged Him" "Acabei com Ele"                                                | Melissa Joan Hart    | Kate Stayman-London | 13 de maio de 2022 14 de maio de 2022   |
| Carly e Spencer têm a oportunidade de fazer um teste para um reality show de aventura juntos, mas Spencer se torna muito competitivo e, assim, cria tensão entre os irmãos. Enquanto isso, Harper estiliza um grupo de drag queens enquanto Freddie ajuda Millicent com seu torneio Modelo da ONU. |              |                                                                                |                      |                     |                                         |
| 21 | 8            | "i'M a USA Bae" "Sou uma Queridinha da América"                                | Morenike Joela Evans | Clay Lapari         | 20 de maio de 2022 21 de maio de 2022   |
| Carly fica animada quando é escolhida para ser desenhada para uma marca popular de bonecas. No entanto, quando a empresa passa uma imagem ruim dela, ela começa a questionar qual imagem deve passar para seus fãs. Enquanto isso, Harper se sente atraído pelo dono da loja de bonecas, e Freddie começa a pensar que ele e Pearl estão tendo problemas com seu relacionamento. |              |                                                                                |                      |                     |                                         |
| 22 | 9            | "iHit Something" "Bati em Algo"                                                | Nathan Kress         | Korama Danquah      | 27 de maio de 2022 28 de maio de 2022   |
| Sentindo-se humilhada depois de cair em uma brincadeira, Carly entra em contato com uma influenciadora chamada Sunny, que pode ajudá-la a controlar sua raiva, mas é apresentada a um clube de luta subterrâneo para influenciadores. Enquanto isso, Freddie e Spencer ajudam Millicent depois que ela se junta ao seu crush Derek para um projeto escolar. |              |                                                                                |                      |                     |                                         |
| 23 | 10           | "iThrow a Flawless Murder Mystery Party" "Uma Festa Misteriosamente Impecável" | Morenike Joela Evans | Jacques Mouledoux   | 3 de junho de 2022 4 de junho de 2022   |
| O aniversário de Freddie está chegando, e Carly acaba preparando a maior parte da festa depois que Pearl revela que não sabe muito sobre os interesses dele. Durante a festa, no entanto, começam a surgir indícios de que Carly e Freddie podem gostar um do outro, deixando Pearl desconfortável e, finalmente, correndo para fora da sala. Enquanto isso, Spencer e Harper tentam sair da festa mais cedo para marcar encontros, e Marissa tenta se relacionar com Millicent, que está distraída com seu novo relacionamento com Derek.                                                                                                 |              |                                                                                |                      |                     |                                         |

### Temporada 3 (2023)
Em 27 de julho de 2022, a série foi renovada para uma terceira temporada. A temporada estreou no dia 25 de Junho de 2023.

## Produção
A série foi anunciada em dezembro de 2020, com Jay Kogen e Ali Schouten atuando como co-showrunners e produtores executivos. Cosgrove, Kress e Trainor repetem os papéis da série original. Em fevereiro de 2021, foi relatado que Kogen deixou o projeto devido a "diferenças criativas" com Cosgrove. Mais tarde naquele mês, Jennette McCurdy confirmou que ela não iria reprisar seu papel de Sam Puckett para o revival, como resultado de parar de atuar e sentir-se envergonhada por sua carreira passada. Também foi revelado que o revival foi feito inicialmente para 13 episódios, com o piloto sendo dirigido por Phill Lewis, e escrito por Kogen e Schouten. Em maio, a data de estreia foi revelada para 17 de junho de 2021, junto com uma imagem teaser. Em 1 de junho, o primeiro trailer oficial foi lançado.

### Formação do elenco
Em março de 2021, foi relatado que Laci Mosley havia sido escalada como Harper, colega de quarto de Carly e melhor amiga, e que Jaidyn Triplett havia sido escalada como Millicent, a enteada sarcástica e obcecada por mídia social de Freddie. Desde o anúncio de seu elenco, Mosley tem sido alvo de ataques de fãs que a viam como uma substituta da personagem original de Jennette McCurdy. A escritora Franchesca Ramsey fez um tweet em resposta: "A personagem Harper não está substituindo Sam".

### Gravação
Em março de 2021, as filmagens começaram oficialmente.

### Cancelamento
Em 4 de outubro de 2023, o Paramount+ anunciou que a série foi cancelada.

## Lançamento
Os três primeiros episódios foram lançados em 17 de junho de 2021, com episódios subsequentes sendo lançados semanalmente.

## Recepção
No agregador de críticas Rotten Tomatoes, que categoriza as opiniões apenas como positivas ou negativas, a primeira temporada tem um índice de aprovação de 100% calculado com base em 7 comentários dos críticos.